# Guilherme Marchi
Guilherme Antonio Marchi é um peão de boiadeiro brasileiro, campeão mundial de montaria em touros pela PBR (Professional Bull Riders) em 2008.
Seu filho monta desde 2011 e já foi competir nos Estados Unidos.
Viveu a primeira fase da sua infância no município de Itupeva,  no estado de São Paulo, mudou- se para o litoral paulista, vindo a residir no município de  Bertioga, em uma nova mudança, vindo residir na região do Vale do Paraíba, no município de Jacareí. 
Começando a dar os primeiros passos na montaria de touros, logo destacando-se entre os melhores, mudou-se para os EUA onde morou por um bom período e competiu pela PBR; Atualmente está morando novamente no Brasil.